# TrackMania
TrackMania es una franquicia de videojuegos desarrollada por la empresa francesa Nadeo principalmente para PC, así como entregas para Nintendo DS, Wii, PlayStation 4 y Xbox One. En los juegos de la saga, el objetivo es terminar en primera posición en los circuitos (a menudo similares a juegos de plataformas), batiendo los tiempos de otros jugadores y así ganar en los modos de juego "solo", en línea y LAN).
Al jugar en carreras en línea, el judador subirás su posición en el ranking, tanto en el individual, como el regional y el mundial.
En la serie TrackMania, en vez de seguir la habitual tendencia (en la cual el juego te fija ya los circuitos y coches), se ofrece un editor de escenarios muy completo, para poder crear circuitos personalizados, mediante un sistema de "bloques". Desde Internet también es posible descargar coches y circuitos de varias de las entregas de la saga desde las páginas TrackMania Exchange, Carpark, entre otras. Además, a diferencia de la mayoría de juegos de carreras, la serie TrackMania permite reiniciar una carrera en el momento que sea, tantas veces como desee el jugador (desde el inicio o desde un punto de control), ya sea por aterrizar boca abajo, salirse de la pista o incluso porque el comienzo no fuera óptimo. Aunque esto último en los modos multijugador no afecta en absoluto ya que los coches en este caso, no colisionan entre sí.
Actualmente hay quince juegos de TrackMania. con nuevos escenarios, entornos, coches y funciones.

## Videojuegos
| 2003 | TrackMania                 |
| 2004 | TrackMania: Power Up!      |
| 2005 | TrackMania Sunrise         |
| 2005 | TrackMania Original        |
| 2005 | TrackMania Sunrise eXtreme |
| 2006 | TrackMania Nations ESWC    |
| 2006 | TrackMania United          |
| 2007 |                            |
| 2008 | TrackMania United Forever  |
| 2008 | TrackMania Nations Forever |
| 2009 |                            |
| 2010 | TrackMania: Build to Race  |
| 2010 | TrackMania Turbo           |
| 2011 | TrackMania²: Canyon        |
| 2012 |                            |
| 2013 | TrackMania²: Stadium       |
| 2013 | TrackMania²: Valley        |
| 2014 |                            |
| 2015 |                            |
| 2016 | TrackMania Turbo           |
| 2017 | TrackMania²: Lagoon        |
| 2018 |                            |
| 2019 |                            |
| 2020 | Trackmania                 |

- TrackMania: el primer TrackMania, que nombra la serie. Ha tenido varias expansiones, siendo la más conocida "TrackMania Original". Esta última es conocida por las siglas TMO.
- TrackMania Sunrise, el segundo juego, con tres entornos nuevos, también conocido como TMS.
- TrackMania Sunrise eXtreme, versión mejorada del anterior. Se conoce como TMSX.
- TrackMania Nations Electronic Sports World Cup, el tercer juego que fue creado para participar en deportes electrónicos. Es conocido como TMN y es freeware. Introduce el nuevo modo de juego Stadium.
- TrackMania United, una recopilación de los juegos anteriores (Original, Sunrise y Nations) y se le conoce como TMU.
- TrackMania United Forever, la última versión para PC recopilada de 'United'.
- TrackMania Nations Forever, la última versión para PC recopilada de 'Nations', también freeware.
- TrackMania DS, una versión para la Nintendo DS.
- TrackMania Wii, versión para Wii.
- TrackMania 2 Canyon, también conocido como TrackMania² Canyon.
- TrackMania 2 Stadium, versión de Trackmania Nations con mejores gráficos y sonidos, también conocido como TrackMania² Stadium.
- TrackMania 2 Valley, también conocido como TrackMania² Valley.
- TrackMania Turbo, anunciado en la conferencia de E3 de Ubisoft el 15 de junio de 2015, para PC, PS4 y 5 y Xbox One.
- TrackMania 2 Lagoon, también conocido como TrackMania² Lagoon, lanzado en 2017.
- Trackmania es una versión del entorno Stadium que se enfoca a un estilo futurista y simplista, fue lanzado el 1 de julio de 2020 en PC en las plataformas Epic Games Store, Uplay y Steam. Es la entrega más reciente de la saga TrackMania y se le conoce como Trackmania 2020. También está disponible para la XBOX Series X|S, la XBOX One y la PlayStation 4 y 5.

También existe un pequeño juego en línea basado en Macromedia Flash llamado Mini TrackMania, creado de forma promocional para el lanzamiento de Sunrise.

## Conceptos
En los juegos TrackMania, el jugador puede crear un circuito, jugar en contrarreloj o en los modos en línea y LAN.
Sus juegos se caracterizan por combinar muy buenos gráficos y una excelente jugabilidad. Los circuitos (y el propio juego) son de tendencia surrealista, incluyendo loopings, tirabuzones, aceleradores, saltos, etc. No obstante, donde acaba el surrealismo empieza el realismo. Esto incluye un manejo limitado y un aspecto simplemente realista, entre otras muchas cosas.

### TrackMania Nations
La compañía francesa Nadeo lanzó TrackMania Nations como parte de la promoción de Electronic Sports World Cup (en la que ha participado en 2006 y 2007) y también para la propia serie de TrackMania. Este juego gratuito cuenta con un nuevo entorno, "Stadium", con un aspecto similar a un estadio.
Cuenta con algunos rasgos de su versión anterior, TrackMania Sunrise, y cuenta con paneles publicitarios integrados en el estadio que obtienen su contenido a través de Internet. El juego contiene 100 circuitos en el modo individual, llamado "Solo", los primeros relativamente simples, pero se van complicando a medida que avanza el juego. Además el juego cuenta con un editor de escenarios que funciona por un "sistema de bloques".

Sin embargo la idea con la que se creó el juego no fue esta, TrackMania Nations está pensado sobre todo para un modo multijugador (ya sea en línea o LAN).
En el modo en línea, una de sus posibilidades es de ver una tabla de jugadores, en la que la gente compite para obtener los mejores tiempos en los circuitos y conseguir más puntos. Los 5 jugadores con más logros obtenidos aparecen en la página principal de TrackMania Nations.
Este juego ha ganado una gran popularidad (contaba con aproximadamente 1.000.000 de jugadores registrados unas semanas antes de su lanzamiento), en gran parte debido a la enorme accesibilidad del juego, que es freeware y puede ser descargado gratuitamente desde su página web.
- Coches: los coches utilizados en este juego son coches similares a los de Fórmula 1 y según el país que se elige variará el color de éste. No obstante, siempre es posible descargar nuevos diseños desde Internet. También puedes descargar skins (Mods, es decir, la apariencia del coche Fórmula 1)
- Circuitos: TrackMania Nations solo ofrece un entorno, "Stadium" o estadio. Incluye 100 circuitos por defecto, pero siempre es posible ampliar este número con el editor de escenarios.

### TrackMania United
TrackMania United salió el 17 de noviembre de 2006 en Francia. Está disponible en España como en el resto del mundo, desde inicios de 2007. También se puede adquirir por internet.

#### Entornos
TrackMania Original
- Desert
- Rally
- Snow

TrackMania Sunrise
- Bay
- Coast
- Island

TrackMania Nations
- Stadium

En estos entornos se pueden construir circuitos, como en los anteriores TrackMania, pero los gráficos del juego han sido mejorados a la alta resolución y se han añadido nuevas piezas de construcción, con los que en total, con los 7 escenarios, hay más de 1000 piezas.

### TrackMania Original
En 2003 salió a la venta el primer juego de la serie TrackMania (TM). Posteriormente se le añadieron las extensiones PowerUp! y LevelUp! que le dan la extensión de Original (TMO). La extensión LevelUp! le añade además un nuevo modo de juego: Supervivencia. También añade las ambientaciones de amanecer y atardecer para el creador de circuitos y una actualización del motor gráfico.

### TrackMania Forever
El 7 de octubre de 2007 Nadeo anunció que estaban trabajando en una versión actualizada de TrackMania United y TrackMania Nations. Ambas nuevas versiones contienen la palabra Forever añadida a su nombre, y serán compatibles a través de la red.